# Rederod
Rederod (Neottia nidus-avis) er en 8-40 cm høj orkidé, der er udbredt over næsten hele Europa mod øst til Rusland, Krim og Kaukasus samt dele af Nordafrika. Den vokser i fugtig skov, ofte i dyb skygge, hvor gamle blade nedbrydes.
Rederod har mange tykke rødder, der er sammenslyngede som i en fuglerede. Den klorofylløse plante er lysebrun og uden blade, men med en tætblomstret blomsterklase. Formeringen foregår ved knopdannelse fra rodspidserne. I Danmark findes arten hist og her, især i bøgeskove på Øerne samt i Øst- og Sydjylland. I Norge og Sverige, hvor den vokser i fugtige, kalkrige nåleskove, er den sjælden.
Da rederod ikke har klorofyl, kan den ikke lave fotosyntese, og må skaffe sig næring på anden vis. Dette sker ved at snylte på svampe i slægten Sebacina, i Danmark Krybende bævretalg (Sebacina incrustans).